# Vladan Glišić
Vladan Glišić, cyr. Владан Глишић (ur. 26 sierpnia 1970 w Prisztinie) – serbski polityk i prawnik, parlamentarzysta, kandydat w wyborach prezydenckich w 2012.

## Życiorys
Ukończył szkołę średnią w Aranđelovacu, a następnie studia prawnicze na Uniwersytecie w Belgradzie. Pracował m.in. w sądzie w Aranđelovacu, ministerstwie finansów i prokuraturze w Rakovicy. Podjął praktykę w zawodzie adwokata.
Zaangażował się w działalność polityczną w ramach prawicowego ruchu Dveri, należał do jego kolegialnego kierownictwa. W 2012 wystartował w wyborach prezydenckich, uzyskując w pierwszej turze głosowania 2,8% głosów i zajmując 8. miejsce wśród 12 kandydatów. W 2015 znalazł się poza ruchem Dveri, założył własną organizację pod nazwą „Narodna mreža”. W 2018 wszedł w skład kierownictwa założonego przez Aleksandara Šapicia Sojuszu Patriotycznego Serbii. W 2020 uzyskał z jego ramienia mandat posła do Zgromadzenia Narodowego, wkrótce po wyborach opuścił partię SPAS.